# EPA Experimental Dairy Farm
EPA Experimental Dairy Farm (sv: EPA:s Experimentella mjölkgård) var en mjölkgård belägen vid Area 15 i Nevada National Security Site som fungerade som ett fältlaboratorium. Anläggningen användes av Environmental Protection Agency (EPA) för att testa om radioaktivitet från kärnvapen kunde kontaminera mjölk- och köttprodukter.
Experiment utfördes på anläggningen mellan 1964 och 1979 på mestadels nötkreatur och grisar.

## Historik
Under 1963 valde USA:s energidepartement och U.S. Public Health Service att man skulle undersöka hur och om luftburna radioaktiva partiklar kunde genom mat kunde påverka människor. Anläggningen byggdes 1964 av EPA för att undersöka om radioaktiva material som kan finnas i naturen kunde kontaminera mjölk och köttprodukter. Anläggningen är belägen i Area 15 och därför strategiskt nära tester av kärnvapen. Området byggdes som en vanlig mjölkgård med kor. All mjölk, kött och andra produkter som tillverkades vid gården slängdes som avfall.
Under 16 års tid gjordes flera experiment på djur.  
1979 fördelades de sista djuren vid anläggningen till andra liknande laboratorier, och anläggningen revs. Det finns inte några byggnader kvar.

## Anläggningen

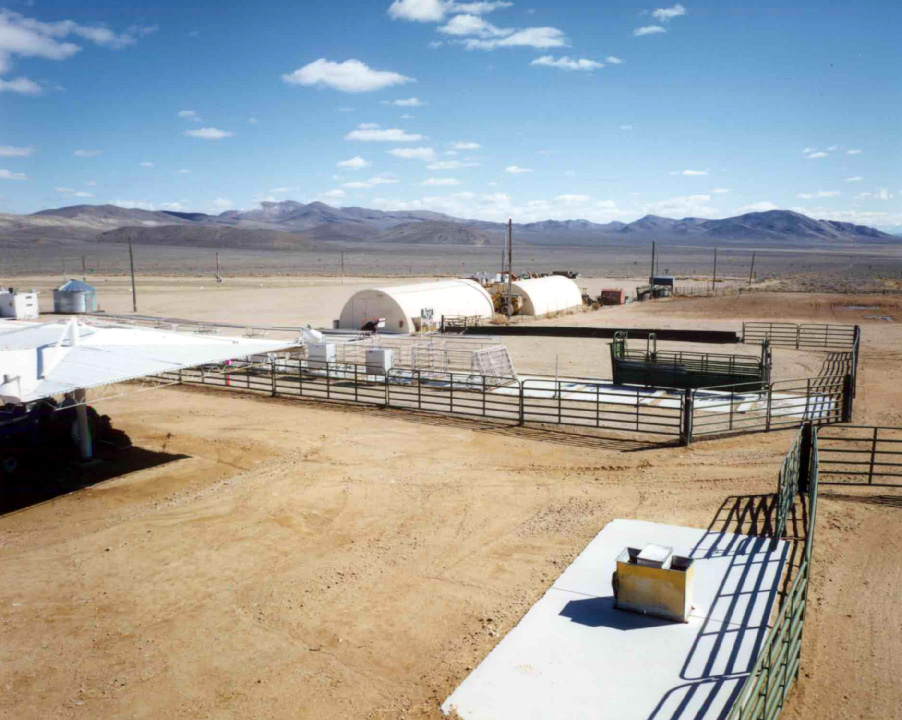
Del av anläggningen.

Vid anläggningen byggdes det avdelningar för nötkreatur, grisar, höns och hästar. Det fanns laboratorium, veterinärbyggnad, arbetsbodar, säkerhetsbyggnader för skydd mot radioaktivitet och en 1600 m² stor vattenreservoar. Bredvid gården planterades spannmål som sedan användes för foder till djuren. Spannmålen besprutades, som en del av vissa experiment, med radioaktiva lösningar, giftiga aerosoler och saltlösning. Under de år då anläggningen var i bruk ändrades och tillkom byggnader för att passa de experiment som utfördes.
Det fanns inga bostäder vid anläggningen.

## Experiment
Några utvalda experiment:
- 1976: "Project Curium" - Test av hur curium-243 kan påverka djur. Testades på två kor.[5]
- 1977: "Project Americium"-  Test av hur Americium-241 kan påverka djur. Testades på två kor och fem getter.
- 1977: "Project Plutonium-238/Plutonium-239" - Test av hur kor absorberar plutonium-238/plutonium-239 och hur det sedan påvisas i mjölk. Testades på två kor.[6]

## Galleri

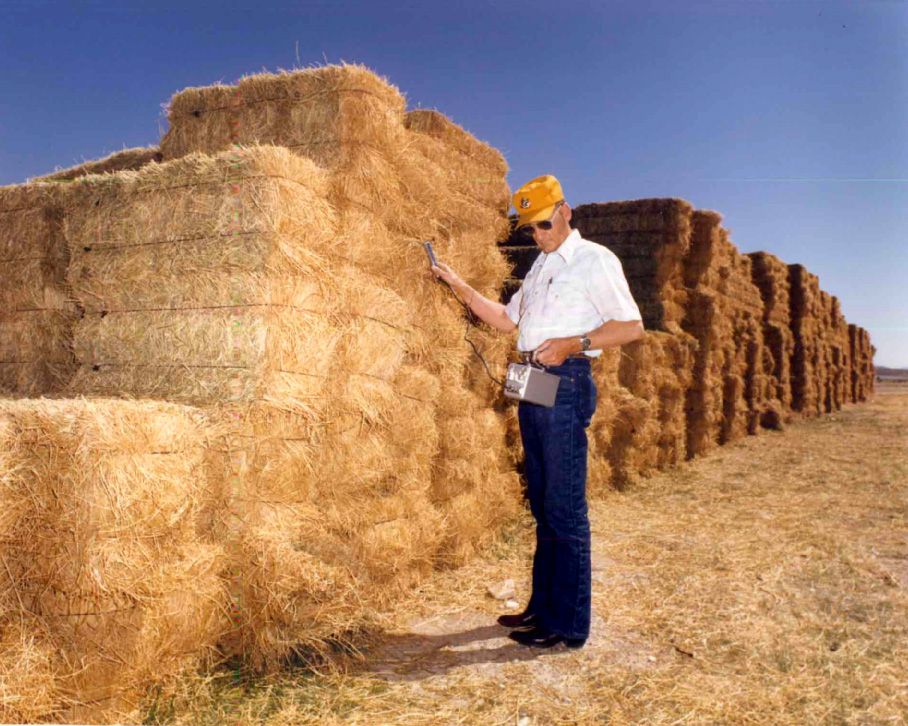
Kontroll av radioaktiviteten i hö.
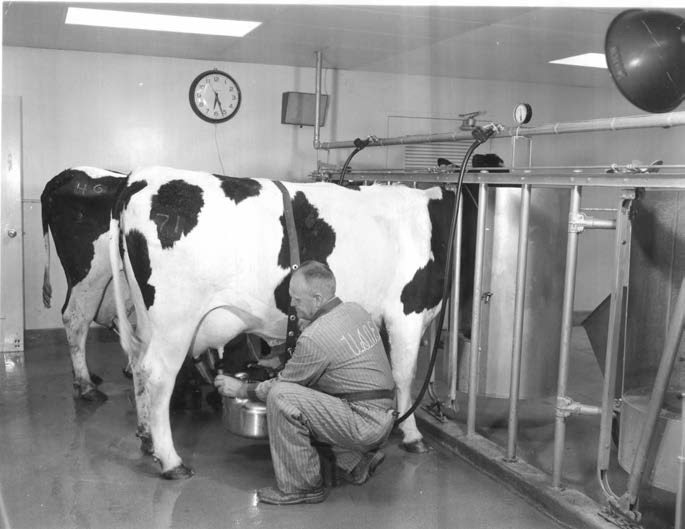
Mjölkning av ko vid anläggningen.
Avfallstank som användes för att förvara radioaktivt avfall.
Hage för nötkreatur med solskydd.